# Jørgen Christian Hempel
Jørgen Christian Hempel (14. juli 1894 – 30. januar 1986), var en dansk fabrikant og godsejer. Han grundlagde firmaet Hempel.
Hempel var søn af proprietær Søren Hempel (død 1958) og hustru Helene f. Mayntz-Clausen (død 1958). Svendborg-drengen J.C. Hempel var kun tyve år gammel da han i 1915 startede sin lille malingsfabrik på Amager. Inden da havde han taget realeksamen i Hesselager, fået handelsuddannelse hos Chr. Hennings & Co., Odense, hos Carl Oberländer, Hamburg og i A/S Skibsfarvefabriken Selandia, København.
Startet i små kår fik han dog en større virksomhed op at stå. Meget hurtigt får den unge forretningsmand travlt. Han indleder et samarbejde med skibsreder A.P. Møller og derefter med shippingvirksomheder i hele verden.
Under 2. verdenskrig blev virksomheden omdannet til et aktieselskab, men i 1948 forærede igangsætteren sine aktier til J.C. Hempels Fond, da firmaet var blevet stort. Han stiftede også Concern Hempel's Understøttelsesfond, J.C. Hempel's Pensionskasse, J.C. Hempel's Jubilæumslegat samt Det Hempelske Kulturfond (Anneberg-Samlingerne).
I dag går overskuddet fra Hempels Fond til velgørende og maritime formål, forskning, SOS-Børnebyerne, Røde Kors, uddannelse, kunst og kultur herunder Det Kongelige Teater. Også for OL-sejlerlandsholdet er Hempel hovedsponsor sammen med Elsam. Samtidig støtter Hempel de Paralympiske Lege. 
Fondens formål er at sikre og bevare et sundt økonomisk grundlag for alle Hempelselskaber hjemme og i udlandet, således at de fortsat udvikler sig og ekspanderer på en sund forretningsmæssig og økonomisk basis. J.C. Hempel's Fond er eneaktionær i Hempel A/S, som helt eller delvist ejer de forskellige datterselskaber i koncernen.
Han købte herregården Anneberg i 1947 ved Nykøbing Sjælland.